# 바론강

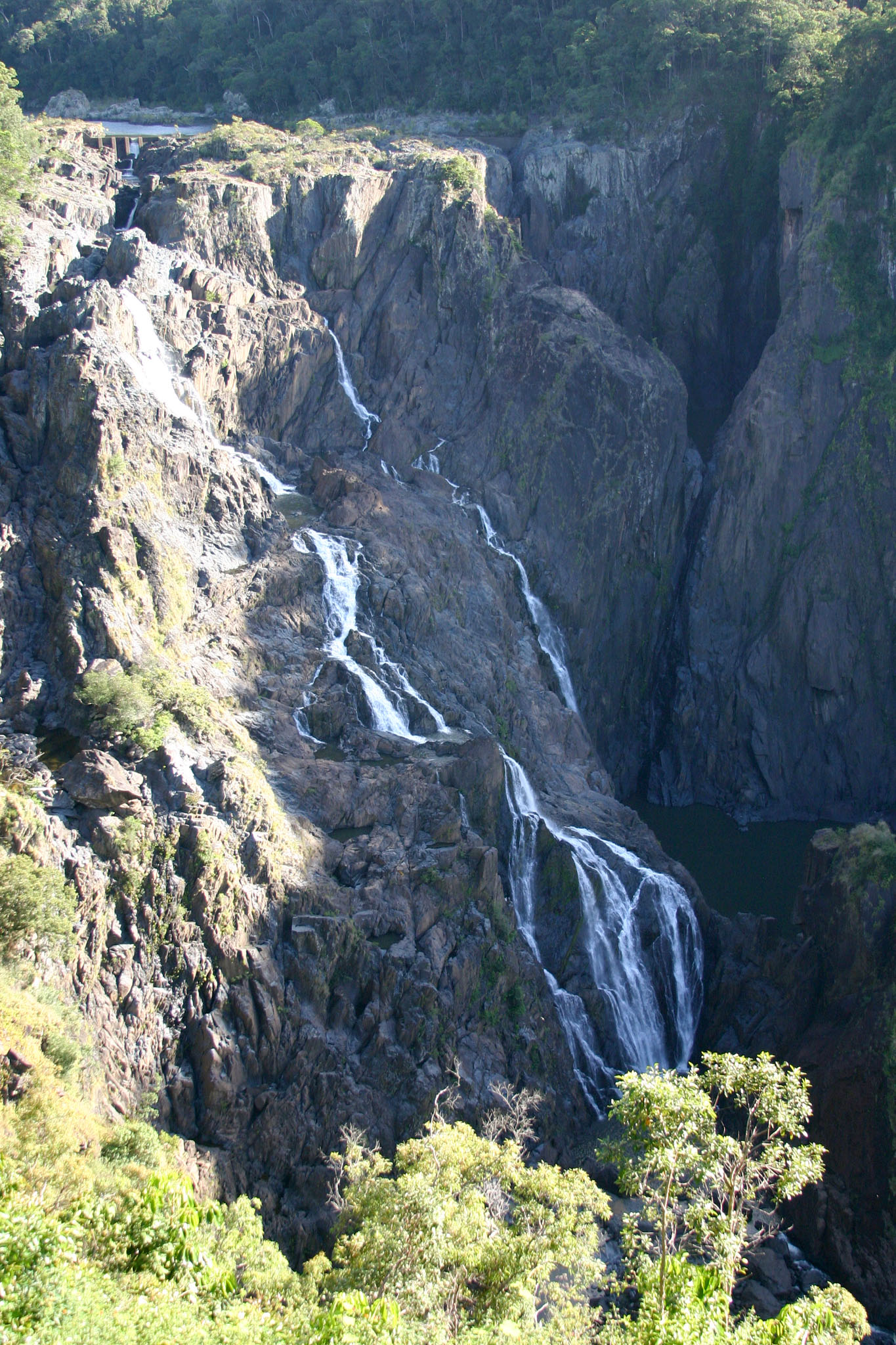

바론강은 오스트레일리아의 아더톤 테이블랜드 지역의 강으로서 퀸즐랜드 북쪽 지방에 위치한다. 티나루 호수에서 발원하는 바론 강은 165 km 길이이며 전체 수역은 대략 2300 km2이다.

## 역사
원 어보리진 이름은 비브후라(Bibhoora)였다고 전한다. 현재의 이름은 1875년 경찰 행정관이었던 존 스톤과 더글라스라는 사람이 이곳을 돌아보던 중에 그들의 상관이었던 티에이치 바론의 이름을 따서 지었다고 전한다. 하지만 최초의 보고는 1874년 제임스 벤처 물리간이라는 사람이 했다고 전한다.

## 지리
바론강의 유역은 지류인 미첼강과 클로쉬강 등의 영향을 많이 받아 왔다. 하지만 여러 지류들은 카펀테리아만으로 흘러 들어간다. 이외의 유역은 현재 대다수가 바론 폭포로 흘러드어간다. 바론 폭포는 260 m 정도의 높이이며 바론 조지 국립공원 내에 있다. 폭포의 수력원은 현재 바론 조지 수력발전소의 전기 원동력으로 쓰이고 있다.
강의 유역은 티나루 호수를 비롯하여 카우리, 마즐린, 맥린, 마루비, 피터슨강 등의 지류를 포함한다.